# Sportåret 1842

## Händelser

### Boxning

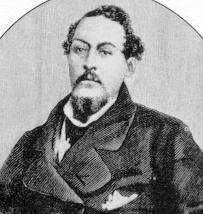
Tom Hyer.

- Ben Caunt behåller den engelska mästerskapstiteln i tungvikt, men inga matcher finns registrerade för honom under året.[1]

- Tom Hyer behåller den amerikanska mästerskapstiteln i tungvikt, men inga matcher finns registrerade för honom under året.[2]

- 17 november – Sambo Sutton besegrar John "Bungaree" Gorrick i Gravesend. Matchen varar i elva minuter över åtta ronder. Matchen kan ha ägt rum den 21 mars 1843.[3]

- 6 december – William Perry möter Charles Freeman i Sawbridgeworth. Matchen varar i en timme och 24 minuter över 70 ronder och slutar oavgjord.[4]

- 20 december – Charles Freeman besegrar William Perry i Cliffe Marshes. Matchen varar i 39 minuter över 38 ronder. Perry diskas när han faller utan att ha blivit träffad.[4]

- Okänt datum – Harry Broome besegrar Hal Mitchell i London.[5]

### Cricket
- Okänt datum – Kent CCC vinner County Championship (en inofficiell titel fram till 1890, då de första officiella mästarna koras).

### Rodd
- 11 juni – Oxford vinner universitetsrodden över Cambridge. Ställningen är därmed 4–2 till Cambridge.[6]

## Födda

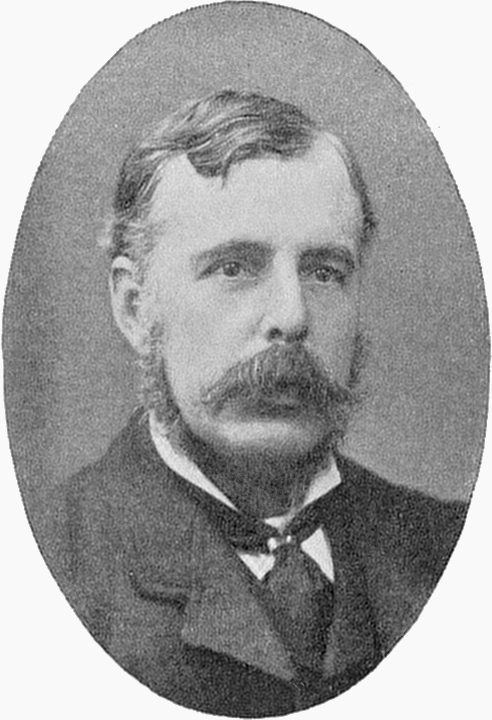
Charles W. Alcock.

- 27 juni – Jamie Anderson, skotsk golfspelare[7]

- 2 december – Charles W. Alcock, engelsk fotbollsspelare och -ledare[8]

## Avlidna
- 21 februari – Clas Adam Ehrengranat, svensk ridsportspionjär[9]